# Trophée International
De Trophée International was een wegwedstrijd voor motorfietsen die van 1904 tot en met 1906 door verschillende landen werd georganiseerd.

## Voorgeschiedenis
De eerste snelheidswedstrijden voor gemotoriseerde voertuigen werden op openbare wegen gehouden, en "gemengd" gereden. Verschillende soorten voertuigen deden eraan mee: automobielen, cyclecars, tricars, tricycles, quadricycles en motorfietsen. Ze reden weliswaar vaak in hun eigen klasse, maar tegelijk. De auto's hadden al snel een enorm voordeel: door hun bouw boden ze ruimte aan enorme motorblokken waardoor het vermogen vele malen hoger was dan dat van motorfietsen. Een auto kon al tientallen pk's leveren, terwijl de snelste motorfietsen rond 1900 3 à 4 pk hadden. Die snelle auto's veroorzaakten ook veel ongelukken, niet alleen eenzijdige, maar ook onder het publiek, dat langs de enorm lange routes woonde een vaak nog nooit een auto had gezien. Het publiek kon de snelheid niet inschatten, stapte te laat achteruit en daardoor vielen veel dodelijke slachtoffers. Een keerpunt was de "Race van de dood", Parijs-Madrid in 1903, die al in Bordeaux afgevlagd werd toen er acht doden waren gevallen door ongelukken met auto's.

## Trophée International

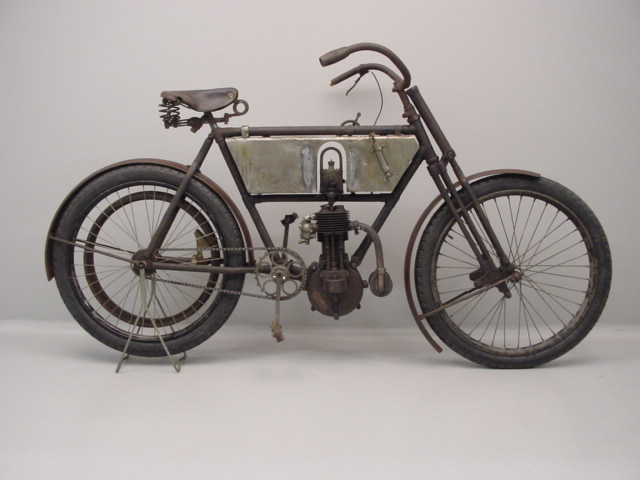
Griffon uit 1905

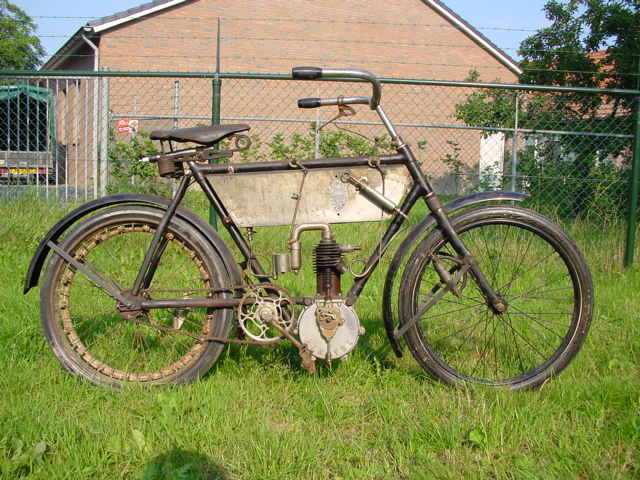
Alcyon uit 1906

Al in 1900 had Gordon Bennett zich bemoeid met de autoracerij, toen hij de Gordon Bennett Cup in het leven riep. Naar dat voorbeeld werd in 1904 de eerste Internationale Trofee georganiseerd. Het eerste organiserende land was Frankrijk, maar daarna zou steeds het winnende land voor de organisatie zorg dragen.

### 1904
De "Trophée Internationale" van 1904 kende al uitgebreide reglementen en er mochten alleen motorfietsen deelnemen, die niet meer dan 50 kg mochten wegen. Het was een race tussen landenteams met elk drie rijders en hun eigen motorfietsen: Denemarken met Juergensen, Duitsland met Progress, Frankrijk met Griffon, Groot-Brittannië met Lagonda, Quadrant en JAP en Oostenrijk-Hongarije met Slavia. Iedereen behalve de Fransen kreeg lekke banden omdat het publiek spijkers op straat gooide die bij nadering van een Franse rijder weggeveegd werden. Bovendien waren de Griffon tweecilinders zwaarder dan 50 kg en na protesten van de Britten werd de race afgelast. Toch was er een positieve kant aan deze race: alle landenteams waren goed voorbereid en de motorfietsen waren aan elkaar gewaagd. Een negatieve was er ook: de organisatie was een puinhoop en de noodzaak van een overkoepelend orgaan (de Fédération Internationale des Clubs Motocyclistes) werd duidelijk.

### 1905
De FICM kende de organisatie van de Trophée Internationale van 1905 toe aan de Fransen, onder protest van de Britten. De Denen accepteerden het reglement niet en bleven weg. De Oostenrijker Vondrick won met zijn Alcyon-Laurin & Klement nadat de Fransman Demester gediskwalificeerd was.

### 1906
De Oostenrijkers organiseerden in 1906 de Trophée Internationale. De Britten hadden nog steeds moeite met het reglement, maar namen weer deel. Het Oostenrijkse team had er wel voor gezorgd dat men niet kon verliezen. Hun nieuwe Puch tweecilinders waren bijzonder snel, maar het team had ook uitgebreid kunnen oefenen op het 63 km lange stratencircuit in de buurt van Patzau én ze lieten zijspancombinaties meerijden, niet als deelnemer maar als materiaal- en onderdelentransport. De Britten, Fransen en Duitsers kwamen er niet aan te pas en met name de gebroeders Harry en Charlie Collier hadden genoeg van het creatief omgaan met de reglementen. De Trophée Internationale was heel belangrijk geworden, en de investeringen van de deelnemende merken waren enorm, zelfs nauwelijks op te brengen.

### Voorlopig einde
De economie draaide slecht en de motorsport ging terug naar nationaal niveau, op draf- en wielerbanen. Tijdens de treinreis na de derde Trophée Internationale, waar de ergernissen van de Britten tot het kookpunt waren gestegen, bespraken de gebroeders Collier, Freddie Straight (secretaris van de Auto-Cycle Union) en de markies de Mouzilly Saint-Mars mogelijkheden om op eigen grond een internationale wedstrijd te organiseren, waarbij men zelf kon toezien op een eerlijk verloop. Op het autonome Eiland Man, waar de Britse verkeerswetgeving niet gold, waren al in 1904 autoraces toegestaan en de motorrijders hadden er in 1905 getraind en gekwalificeerd voor de tweede Internationale Trofee. Zo ontstond in 1907 de TT van Man. Toen die eenmaal bestond én het "Circuit des Ardennes" op het vasteland de belangrijkste race was geworden, was het vonnis over de Trophée International geveld.

### 1912 en 1913
In 1912 deed men in Frankrijk een poging de Trophée International nieuw leven in te blazen, en die werd eindelijk gewonnen door de Britten: Harry Bashall won met Douglas, South werd tweede met zijn Rudge en Bailey met Douglas derde. De zijspanklasse werd gewonnen door René Gillet. In 1913 werd de Trophée ook nog georganiseerd, maar daarna maakte de Eerste Wereldoorlog er een definitief einde aan.